# Hà Văn Hùng
Hà Văn Hùng (sinh năm 1974) là chính trị gia người Việt Nam. Ông hiện giữ chức vụ Trưởng ban Tuyên giáo Tỉnh ủy Hà Tĩnh, nguyên là Chủ tịch Ủy ban Mặt trận Tổ quốc Việt Nam tỉnh Hà Tĩnh.

## Xuất thân và giáo dục
Hà Văn Hùng sinh ngày 20 tháng 7 năm 1974, người Kinh, không theo tôn giáo nào. Ông có quê quán tại xã Cẩm Thịnh, huyện Cẩm Xuyên, tỉnh Hà Tĩnh.
Ông có trình độ học vấn thạc sĩ ngành nông nghiệp.

## Sự nghiệp
Từ tháng 2 năm 1996 đến tháng 3 năm 2001, ông là đội viên Trí thức trẻ tình nguyện và chuyên viên Ban Công tác thanh niên Tỉnh đoàn Hà Tĩnh, sau đó là Phó Ban công tác thanh niên Tỉnh đoàn Hà Tĩnh.
Ngày 9 tháng 11 năm 1998, ông gia nhập Đảng Cộng sản Việt Nam, trở thành đảng viên chính thức ngày 9 tháng 11 năm 1999.
Từ tháng 4 năm 2001 đến tháng 8 năm 2005, ông là Ủy viên Ban Thường vụ Tỉnh đoàn Hà Tĩnh, Giám đốc Làng thanh niên lập nghiệp Phúc Trạch - Hương Khê.
Từ tháng 3 năm 2003, ông được bổ nhiệm kiêm thêm chức vụ Tổng đội trưởng thanh niên xung phong xây dựng kinh tế mới Tây Sơn, huyện Hương Sơn, tỉnh Hà Tĩnh.
Từ tháng 9 năm 2004 đến tháng 6 năm 2005, ông học lớp cao cấp lí luận chính trị Đảng Cộng sản Việt Nam.
Từ tháng 9 năm 2005 đến tháng 2 năm 2011, ông là Phó Bí thư Tỉnh đoàn Hà Tĩnh. Sau đó là Bí thư Tỉnh đoàn Hà Tĩnh, Chủ tịch Hội Liên hiệp thanh niên, Bí thư Đảng bộ cơ quan Tỉnh đoàn Hà Tĩnh.
Từ tháng 3 năm 2009 ông là Ủy viên Ban Chấp hành Đảng bộ tỉnh Hà Tĩnh.
Từ năm 2008 ông là Ủy viên Ban Chấp hành Trung ương Đoàn Thanh niên Cộng sản Hồ Chí Minh.
Sau đó một năm, năm 2009, ông là Ủy viên Ban Thường vụ Trung ương Đoàn.
Cũng trong khoảng thời gian này (2008-2010), ông học thạc sĩ nông nghiệp.
Từ tháng 3 năm 2011 đến tháng 5 năm 2015, ông giữ chức vụ Ủy viên Ban Chấp hành Đảng bộ tỉnh Hà Tĩnh, Bí thư Huyện ủy Hương Khê, Hà Tĩnh.
Từ ngày 18 tháng 5 năm 2015 đến tháng 6 năm 2016, ông là Ủy viên Ban Chấp hành Đảng bộ tỉnh Hà Tĩnh, Phó Trưởng ban Thường trực Ban Dân vận Tỉnh ủy Hà Tĩnh.
Từ tháng 6 năm 2016, ông là Ủy viên Ban Chấp hành Đảng bộ tỉnh, Chánh Văn phòng Tỉnh ủy Hà Tĩnh.
Ông còn là Đại biểu Hội đồng nhân dân tỉnh Hà Tĩnh khóa 17.
Chiều ngày 10 tháng 10 năm 2018, tại hội nghị lần thứ 11 Ban Thường trực Uỷ ban Mặt trận Tổ quốc Việt Nam tỉnh Hà Tĩnh, Ủy viên Ban Thường vụ Tỉnh ủy Hà Tĩnh Hà Văn Hùng được bầu giữ chức vụ Chủ tịch Ủy ban Mặt trận Tổ quốc Việt Nam tỉnh Hà Tĩnh khóa 13 nhiệm kỳ 2014-2019 thay ông Từ Văn Diện nghỉ hưu.
Ngày 23 tháng 7 năm 2019, tại Đại hội đại biểu Mặt trận Tổ quốc Việt Nam tỉnh Hà Tĩnh lần thứ 14 nhiệm kỳ 2019-2024, Hà Văn Hùng tái đắc cử chức vụ Chủ tịch Ủy ban Mặt trận Tổ quốc Việt Nam tỉnh Hà Tĩnh.

## Khen thưởng
- Bằng khen của Thủ tướng Chính phủ (năm 2013)
- Bằng khen của Ban Chấp hành Trung ương Đoàn Thanh niên Cộng sản Hồ Chí Minh
- Bằng khen của Tổng Liên đoàn Lao động Việt Nam
- Bằng khen của Ủy ban nhân dân tỉnh Hà Tĩnh